# Hyalorisia
Hyalorisia là một chi ốc biển nhỏ, là động vật thân mềm chân bụng sống ở biển trong họ Capulidae.

## Các loài
Các loài trong chi Hyalorisia gồm có:
- Hyalorisia galea (Dall, 1889)[2]